# Berberis salicaria
Berberis salicaria là một loài thực vật có hoa trong họ Hoàng mộc. Loài này được Fedde mô tả khoa học đầu tiên năm 1905.